# David Daoud
Pour les articles homonymes, voir Daoud.
David Daoud dit Daoud (à la fois son prénom d'origine et son patronyme), est un peintre français d'origine libanaise né le 4 janvier 1970 à Yohmor (Liban) (en).
Il vit et travaille à Marines et est lauréat du prix Carfort 2011 de la Fondation de France.

## Biographie

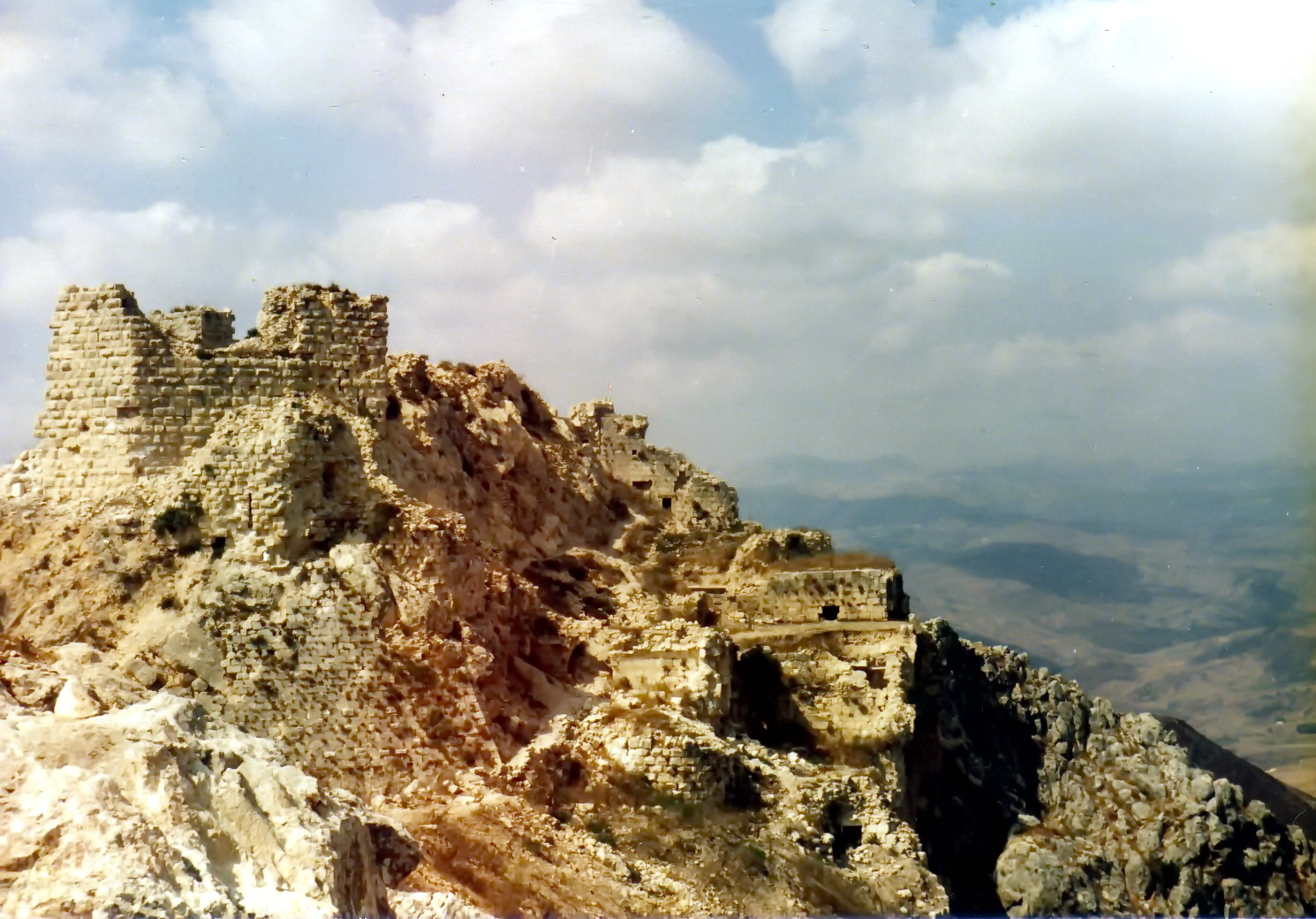
Forteresse de Beaufort

David Daoud naît le 4 janvier 1970 au Liban, dans le village de Yohmor connu pour être dominé par la forteresse de Beaufort.
Après une première année (1973-1974) à Libreville, capitale du Gabon, où son père dirige plusieurs boutiques qu'il approvisionne d'une gamme de vêtements de confection française, il est témoin dans son enfance de la guerre civile libanaise qui le contraint avec sa famille à fuir le Liban pour un retour à Libreville en 1976, pour la France en 1978 où la famille, avec une reconversion du père dans la restauration, s'installe au 76, rue de Lourmel à Paris, pour un retour au Liban avec un emménagement à Beyrouth en 1981 où un artiste peintre voisin d'immeuble l'invite à visiter son atelier et à peindre en sa compagnie - « Mon premier contact avec l'huile » évoquera-t-il lui-même -, pour enfin un retour à Paris en 1984. Les thèmes du départ, de l’errance mais aussi de la recherche de la lumière salvatrice marqueront de la sorte fortement l’ensemble de son œuvre.

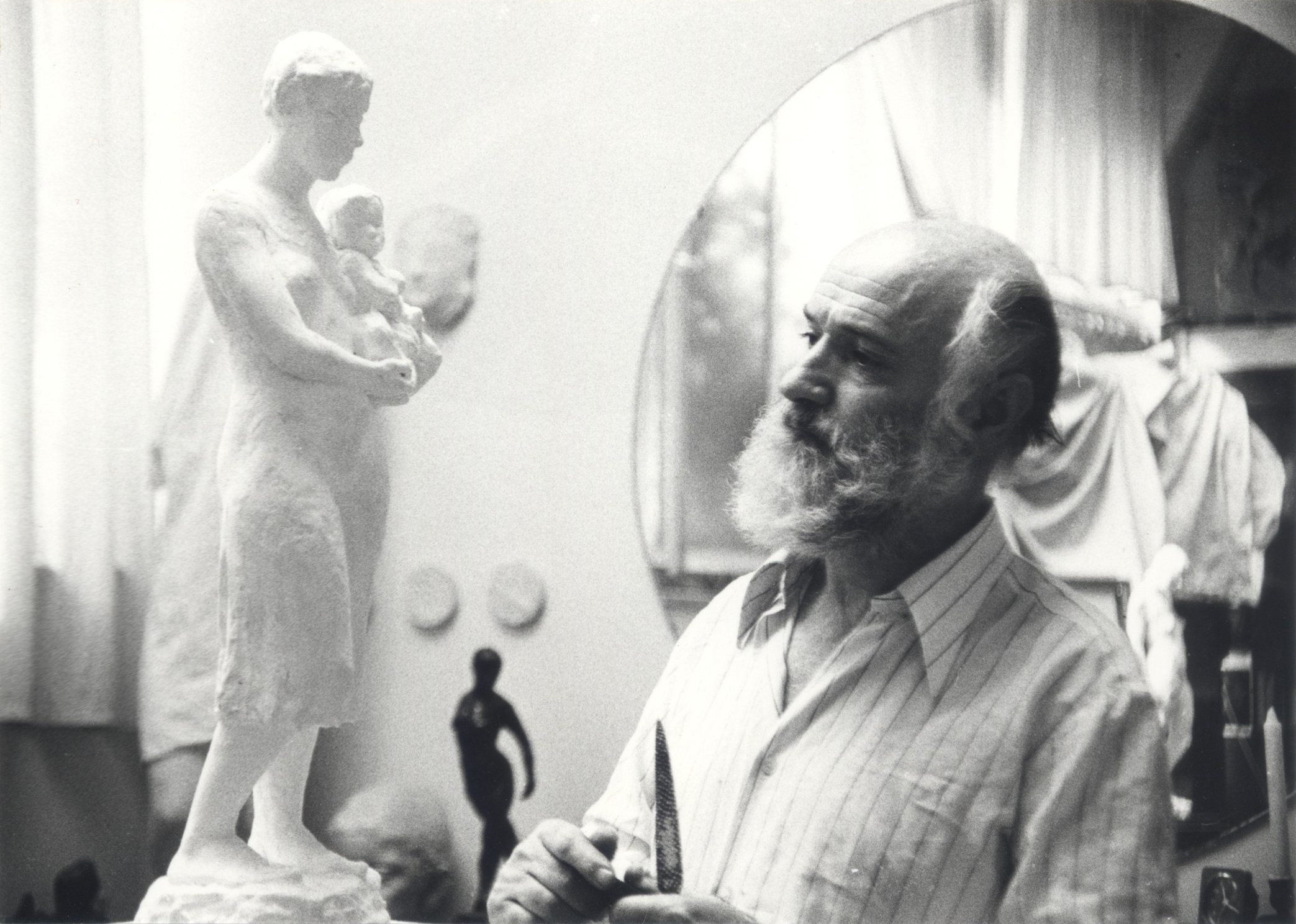
Charles Auffret

Après des études à l'École nationale supérieure des beaux-arts, il se forme à l’École nationale supérieure des arts décoratifs de Paris auprès du sculpteur Charles Auffret, issu lui-même de l’atelier des élèves d'Auguste Rodin, dont, parallèlement à son approche fascinée d'Eugène Delacroix et des maîtres du clair-obscur, il fréquente la section « modèle vivant » de l'atelier. « Pendant mes sept ans de formation à l'atelier de Charles Auffret, restitue-t-il, j'ai fait bien plus qu'apprendre à dessiner, à peindre et à sculpter : j'ai appris à me connaître et à forger mon libre arbitre ».
Après avoir aménagé un atelier à Marines (Val-d'Oise), il enseigne le dessin à Épinay-sur-Seine et Conflans-Sainte-Honorine à partir de 2005.
Partageant sa vie et son travail entre Paris et Beyrouth, reconnu internationalement, il obtient plusieurs distinctions, notamment, en 2011, le 1er prix Frédéric de Carfort de la Fondation de France pour la peinture.
Attentif aux liens intimes entre musique et peinture, Daoud est en juillet 2017 l'invité du festival d'Auvers-sur-Oise.

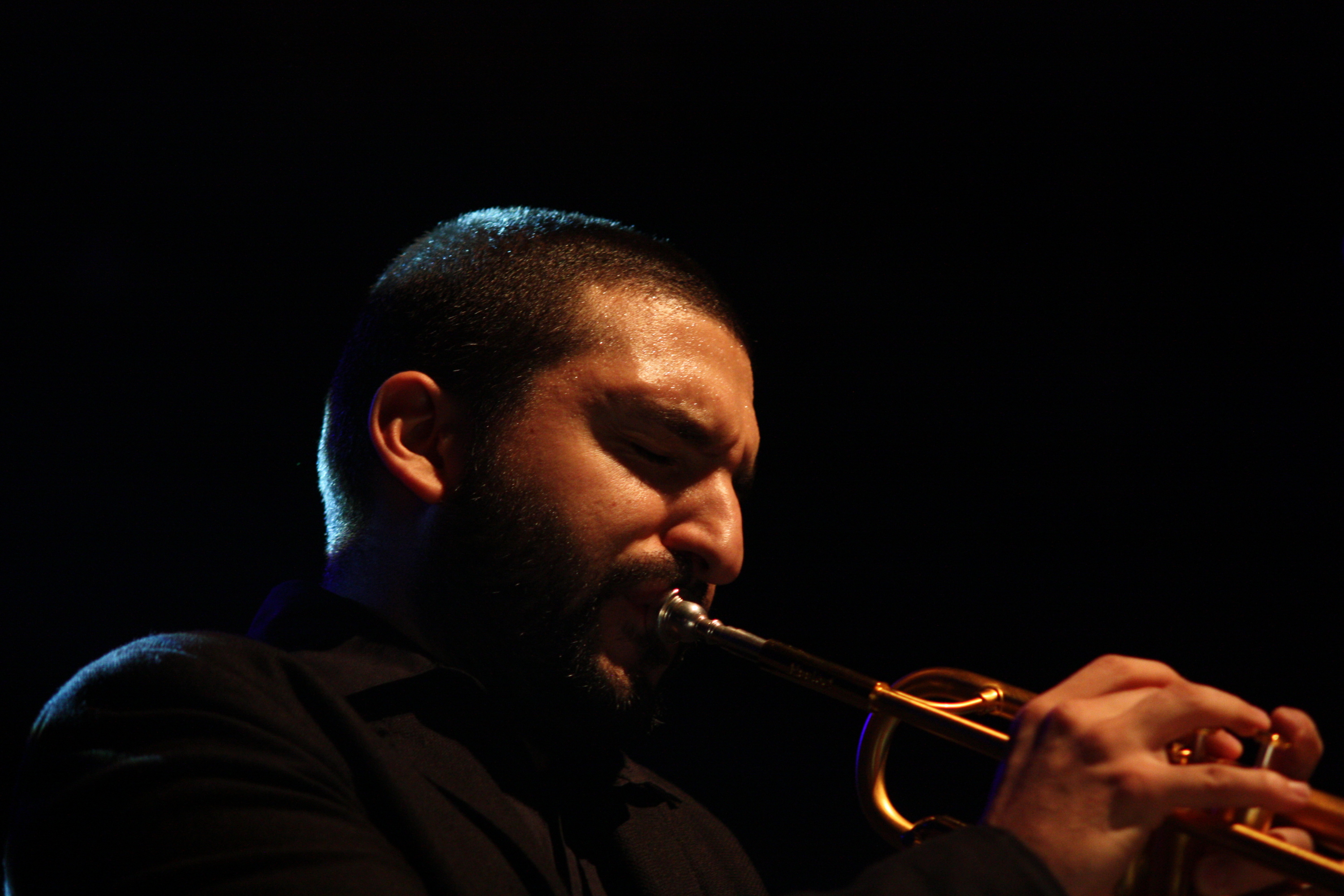
Ibrahim Maalouf

## Illustrations
- Ibrahim Maalouf, Levantine Symphony n°1, CD, œuvre de David Daoud (L'Attente, huile sur toile) en couverture, 2018[5].

## Réception critique
« Daoud est un peintre de l'exode, écrit Gérard Gamand, ses tableaux mettent en scène, des humains sur le point de départ vers un long voyage […] Ces visages, sans histoire marquée sur leurs fronts, racontent un long chemin de l’exode, portent en eux le poids d’un passé et le rêve d’un avenir. Ils sont tous là représentés dans ces tableaux : hommes, femmes, enfants. Leurs traits ne sont pas clairs, mais de leurs visages se dégagent la compassion humaine, la résignation ainsi que la révolte, le chagrin ainsi que la béatitude, et au-delà de toutes ces émotions, une prière se ressent […]. »
David Daoud souligne lui-même que « les tableaux appartiennent à ceux qui regardent ». Ils « vivent par le spectateur, celui qui veut voir, celui qui veut entendre. Dans mes tableaux, je raconte mon histoire, mon amour de la vie, la nostalgie du voyage amplifiée dans la toile, une image que j’ai vue enfant ou dans un rêve. Les gens pourraient participer à cette histoire, cela pourrait leur évoquer leur propre histoire. Pour cela je reste très large, je ne fais pas trop de détails, je laisse une ouverture. »
Commentant l’une de ses expositions, le quotidien libanais L’Orient-Le Jour observe « un travail onirique, presque imaginaire et pourtant bien ancré dans le monde réel. Et qui conserve un grand rapport au pieu, au sacré. »
Pour les critiques les « départs » mis en scène par Daoud reflètent une soif de lumière : « Plus on regarde les tableaux de Daoud, plus on est frappé par ces personnages en quête d’amour. Ils sont souvent sur le départ, la nuit, vers des ailleurs aux autres cieux, en recherche d’espérance ou de résurrection. Ils fuient en silence, on ne sait quelle malédiction […] Chaque scène des tableaux de l’artiste nous entraîne vers un Opéra. Comme dans l’art lyrique, il y a des héros, des hommes en fuite, des lâches et des jaloux, de l’amour et de la violence. »
Le critique d’art Christian Noorbergen revient, dans Artension, sur les thématiques dominantes des tableaux de l’artiste : « Daoud £uvre dans les soubassements du menbtal. Il £uvre au-dedans du dedans. Et l'or des souterrains, masqué et broyé, illumine ses hauts-fonds. Les peintures de David Daoud, enfiévrées et nocturnales, creusent leur dur sillon, où les plus humbles, les anonymes et les lointains ont droit de cité, fussent-ils égarés et fantomatiques, noyés dans la nostalgie d’une lumière qui fut. Histoire intime d'une inguérissable enfance, embrassée par des remous de la grande histoire des hommes, et toujours secouée d'extrême vie. Des pénitents d’outre-monde ont traversé l’abîme, et des traces humaines tressaillent dans la nuit. Ce sont des esquisses d’être. Des possibilités d’avenir. De frêles voiles de couleurs, valeurs éphémères et passantes, bouleversent l’obscurité, et ces éclairs ténus éblouissent l’étendue. »
L’artiste a choisi de décliner son œuvre en séries : Dialogues, Compositions, Paysages, Figures et Empreintes. Des tableaux, peintures et dessins souvent grand format, réalisés avec des pigments broyés à l’huile de lin ou à l’encre de Chine . « J'adore utiliser la peinture à l'huile, explique Daoud, car elle donne une âme aux choses et parce que dans mon art je suis à la recherche d'un sens ». Lorsque Christiane Waked lui demande comment nommer son style, il répond : « je préfère dire que je suis un expressionniste contemporain. »
Christian Noorbergen observe que « la base de l’œuvre est subtilement graphique, quand même s’avancent, en pure peinture, des teintes brunes, mordorées ou d’un bleu-gris équivoque et ouaté. » Pour le critique, David Daoud, est « l’artiste qui sait faire vibrer les ténèbres », il pratique un « art extrême et poignant. »

## Expositions

### Expositions permanentes
- 2009 : galerie Maison des Muses, Rueil-Malmaison.
- 2011 : River Gallery, Bratislava (Slovaquie).
- 2014 : galerie Matthieu Dubuc, Rueil-Malmaison[11].
- 2015 : Beaux Arts Galerie, Paris.
- 2016 : galerie Danielle Bourdette Gorszkowski, Honfleur[12].

### Expositions temporaires personnelles
- 2007 : exposition avec les œuvres de Jongking sur le paysage d’aujourd’hui, Espace Contemporain Liberté, Charenton-le-Pont.
- 2007 : galerie des Arches, Paris 3e.
- 2009 : galerie Arcina, Paris 5e.
- 2009 : galerie Itinérance, Paris 13e.
- 2009 : galerie Thuillier, Paris 3e.
- 2010 : galerie Actée, Charenton-le-Pont.
- 2010 : galerie La Source, Fontaine-les-Dijon[1].
- 2011 : galerie Schwab Beaubourg, Paris 4e[1].
- 2011 : galerie des Muses, Rueil-Malmaison, David Daoud - Scènes d'opéra, scènes de rue.
- 2013 : galerie contemporaine Roger Igor, La Frette-sur-Seine.
- 2013 : David’s Gallery, Honfleur.
- 2014 : « Au-delà de l’apparence » , salle Georges-Pompidou, Marines.
- 2016 : galerie Matthieu Dubuc, Rueil-Malmaison, David Daoud, Paysages-rêverie.
- 2016 : musée Tavet-Delacour Pontoise, David Daoud - Paysages.
- avril 2015 : Espace culturel des Tanneries, La Ferrière-sur-Risle, Daoud - Dessins, huiles[13].
- décembre 2015-janvier 2016 : librairie Signatures, Paris.
- mars-avril 2016 : cathédrale de Rouen, Daoud - Ailleurs…, peintures[14].
- octobre 2016 : galerie Exode, Beyrouth, Le voyage de Daoud »[15],[16].
- 2017 : Maison de l'étang, Louveciennes[17].
- 2017 : ministère de l'Économie et des Finances, Paris, Voyages de Daoud.
- juin-juillet 2017 : église Notre-Dame-de-l'Assomption et galerie municipale d'Art contemporain d'Auvers-sur-Oise, festival d'Auvers-sur-Oise[4].
- août-septembre 2017 : galerie Danielle Bourdette Gorszkowski, Honfleur, David Daoud (peintures) et Nancy Vuylsteke (sculptures)[18],[19],[20].
- septembre-décembre 2017 : médiathèque Maupassant, Bezons, À la rencontre de David Daoud[21].
- mars 2018 : David Daoud - Visions poétiques, 2e semaine du Marais chrétien, mairie du 3e arrondissement de Paris[22].
- mars 2018 : Atelier SoLo, Saint-Leu-la-Forêt[23],[24].
- Mars-avril 2018 : David Daoud : Les Paysages éphémères - Les Empreintes, œuvres graphiques - Les Dialogues, galerie Danielle Bourdette Gorszkowski, Honfleur[25],[26].
- juin 2018 : David Daoud - L'éphémère dans l'éternité, dans le cadre du festival Liban en scène, hôtel de ville d'Asnières[27].
- août 2018 : galerie Cheriff Tabet, Beyrouth[28].
- Janvier-février 2019 : galerie Cheriff Tabet, Beyrouth[29],[30],[31].
- mars 2019 : Espace Jacques-Prévert, Mers-les-Bains[32],[33].
- Mars-avril 2019 : galerie du Jansanet, Troyes[34].
- Mai-juillet 2019 : David Daoud - De l'art pariétal à la création contemporaine, musée de Préhistoire libanaise, Beyrouth (en collaboration avec la Faculté des lettres et des sciences humaines de Beyrouth)[35],[36].
- 2019 : David Daoud - Dreamy Scenery, Fonds culturel de l'Ermitage de Martine Boulart, Garches[37].
- Janvier-février 2020 : David Daoud - Horizon lointain - Peintures, sculptures, galerie Christine Colon, Liège, janvier-février 2020[38].
- septembre 2020 : Galerie Bourdette Gorszkowski, Honfleur.
- septembre 2020 : Institut du monde arabe, Paris[39].
- mai-juin 2021 : David Daoud - Invitation au voyage, galerie Murmure, Colmar[40].
- février 2022 : David Daoud - Rêve d'absolu, galerie de l'Europe, rue de Seine, Paris[41],[42].
- juin 2022 : David Daoud - Peindre au soleil noir de la mélancolie, galerie Cheriff Tabet, Beyrouth[43].
- septembre 2023 : David Daoud - Réminiscences, Galerie Schwab Beaubourg, Paris.
- septembre-novembre 2023 : David Daoud - Supplément d'âme, galerie Bourdette-Gorzkowsky, Honfleur[44].
- janvier-mars 2024 : David Daoud - Les jardins de l'âme, galerie Murmure, Colmar[45].

### Expositions collectives

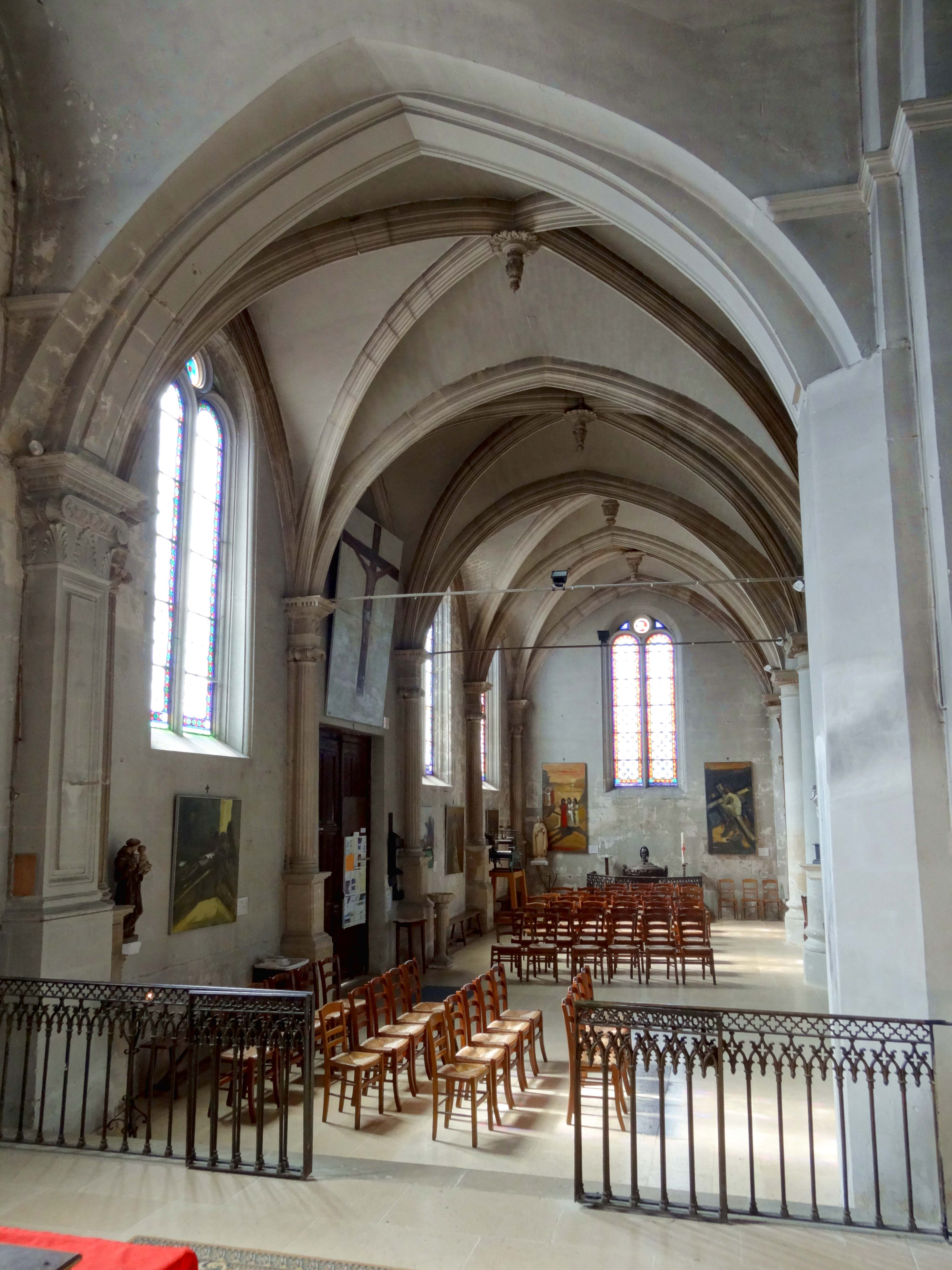
L'église Saint-Rémi de Marines.

- 2009 : Carrousel du Louvre, Paris, Les grands maîtres de demain.
- 2012 : Art Élysées contemporain, Paris.
- 2013, 2015 : Salon Comparaisons, Grand Palais, Paris.
- 2017 : Art Fair Beirut, Beyrouth.
- novembre-décembre 2018 : 47e Salon de peinture de Champagne-sur-Oise, David Daoud invité d'honneur[46].
- août-septembre 2019 : Grands formats : David Daoud, Serge Essaian, Hervé Szydlowski, galerie Duchoze, Rouen, août-septembre 2019.
- août-septembre 2020 : les quarante ans de la galerie : David Daoud, Jean-Yves Gosti, Serge Labégorre, Christophe Miralles, Jean-Pierre Ruel, galerie Danielle Bourdette-Gorskowski, Honfleur.
- mars 2023 : Les peintres de l'atelier - David Daoud, Pascale Garcin, Cécile Guth, maison de l'Étang, Louveciennes.
- septembre-octobre 2023 : David Daoud, Ghyslaine et Sylvain Staelens, galerie Christine Colon, Liège.
- janvier-février 2025 : Artothèque : la collection, espace Jacques-Prévert, Mers-les-Bains.

## Collections publiques

### France
- Attainville, église Saint-Martin.
- Brie-Comte-Robert, artothèque.

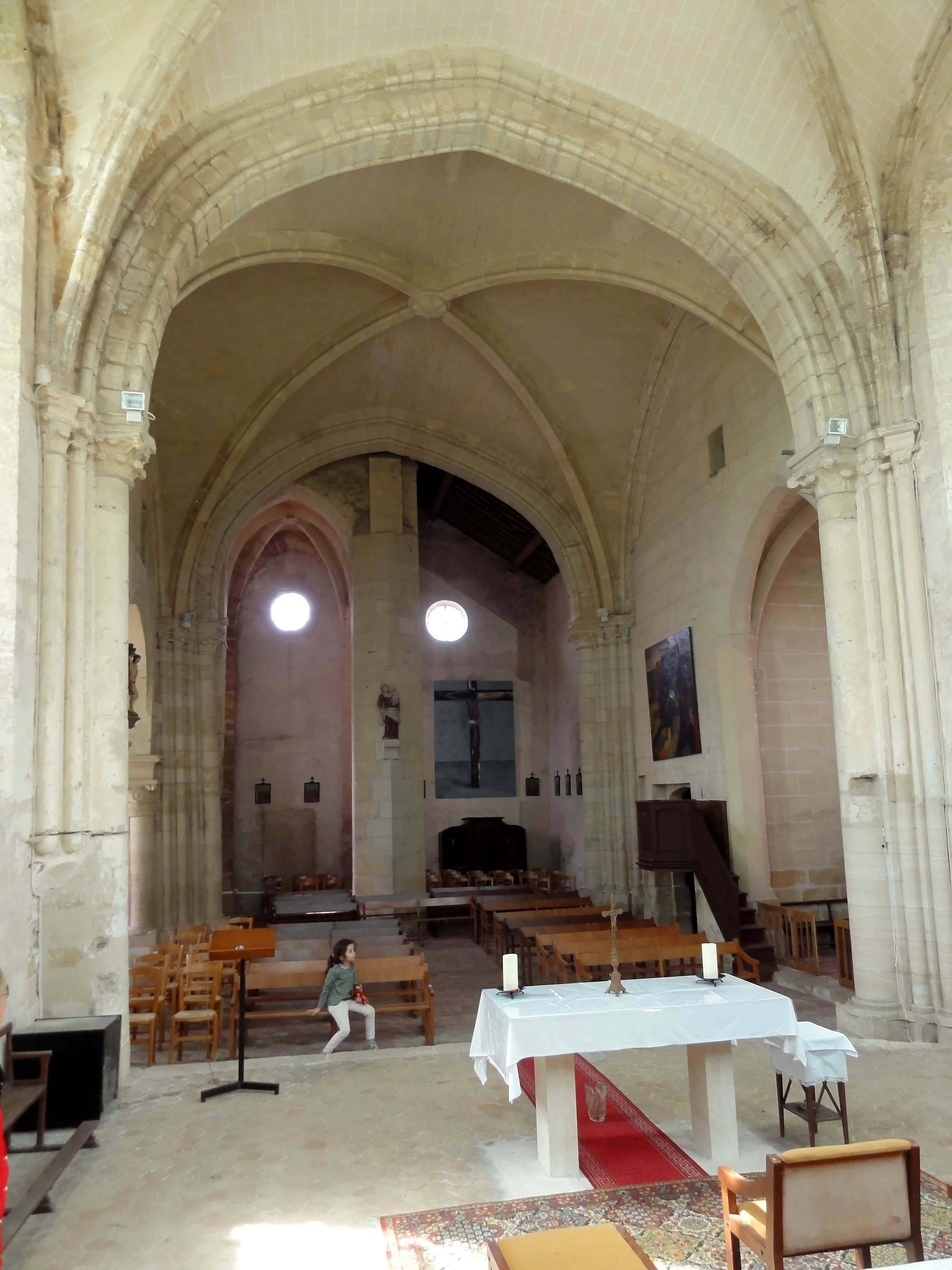
L'église Saint-Gildard de Longuesse.

- Garches, fonds culturel de l'Ermitage de Martine Boulart[11].
- L’Isle-Adam, fonds municipaux : acquisition en 2013.
- Longuesse, église Saint-Gildard, trois toiles : Le Christ en croix (façade ouest, au-dessus du confessionnal), La Descente de croix (au dessus de la chaire et de la porte du côté nord), La Mise au tombeau (autel de la chapelle du sud), acquisitions en 2013[47].
- Marines (Val-d'Oise) :
  - Collections municipales, quinze œuvres, acquisition en 2015 ;
  - Église Saint-Rémi, chemin de croix, quatorze toiles.
- Mers-les-Bains, Artothèque de l'espace Jacques-Prévert, L'offrande, technique mixte sur toile 80x80cm.
- Paris :
  - Institut du monde arabe, deux toiles[42].
  - Mairie du 7e arrondissement[11]
  - Ministère de l'Économie et des Finances[11].
- Rouen, cathédrale Notre-Dame[11].

### Liban
- Beyrouth, musée de Préhistoire libanaise[2].

## Récompenses et distinctions
- 2020 : lauréat du Prix de l’Ermitage[48].
- 2013 : médaille de bronze de la Ville de Conflans-Sainte-Honorine.
- 2011 : 1er prix Frédéric-de-Carfort de la Fondation de France[24].
- 2006 : médaille de bronze du conseil général des Yvelines.
- 2004 : sélectionné parmi les dix meilleurs artistes pour le concours international du prix du portrait Paul-Louis Weiller attribué par l’Académie des arts de l’Institut de France.

### Filmographie
- Bruno François-Boucher, Portrait de Daoud, production Arnaud de Frémond/Arts TV, 2014 (visionner en ligne. Durée : 12 min 07 s).
- Dominique De Graeve, Daoud - L'émotion créatrice, 2018 (visionner en ligne. Durée : 24 min 38 s).
- Dominique De Graeve, Daoud, peintre et sculpteur, 2020 (visionner en ligne. Durée : 9 min 13 s).

### Radiophonie (Radio RCF liégeoise)
- Maurice Dethier, « Entretien avec David Daoud sur sa création » (écouter en ligne - Source : YouTube ; durée : 31 min 47 s).
- Maurice Dethier, « Entretien avec David Daoud - Le clair-obscur dans la peinture » (écouter en ligne - Source : YouTube ; durée : 58 min 56 s).
- « Le clair-obscur par David Daoud » (seconde partie) (écouter en ligne - Source : YouTube ; durée : 60 min).
- « David Daoud - Création et musique » (écouter en ligne - Source : YouTube ; durée : 36 min 44 s).
- Maurice Dethier, « Entretien avec David Daoud - L'harmonie dans la peinture » (écouter en ligne - Source : YouTube ; durée : 80 min 17 s).